# Міхаель Вегнер
Міхае́ль Ве́гнер, нім. Michael Wegner (*1 березня 1930) — німецький славіст.
Жив і працював у східній Німеччині. Дослідник творчості російських письменників (Миколи Гоголя, Федора Достоєвського, інших авторів), а також російсько-німецьких літературних зв'язків. Досліджував також українську літературу.
В енциклопедичному словнику «Література народів Радянського Союзу» (Лейпциг, 1968) вміщено статті Вегнера «Українська література», «Т. Г. Шевченко» та інші. Вегнер розглядає в них творчість Шевченка, зокрема його поезію, як «синтез глибоких філософських передових політичних ідеалів та високої художньої майстерності», підкреслює, що його спадщина визначила дальший шлях розвитку української літератури, мала широкий резонанс далеко за межами України.